# Expedice na monopól
Expedice na monopól je dvacátý třetí díl druhé řady amerického televizního seriálu Teorie velkého třesku. V této epizodě hostují Carol Ann Susi, Brian George a Alice Amter. Režisérem epizody je Mark Cendrowski.

## Děj
Sheldon získá grant, díky kterému má možnost jet na čtvrt roku dlouhou expedici na severní pól a díky kterému může potvrdit svou práci ohledně teorie strun. Kamarádi jsou nadšení, že bez něj budou takovou dobu, dokud je neosloví, aby jeli s ním. Zprvu odmítají, protože si nedovedou představit, že by s ním trávili tak dlouhou dobu v jedné uzavřené místnosti, nakonec ale souhlasí a jedou. Před odjezdem ale podstupují Sheldonovu přípravu na práci ve zmrzlém prostředí, která se nakonec ukáže zbytečnou, neboť po celou dobu budou ve vyhřáté stanici. Den před odjezdem přijdou na Leonarda pochybnosti, jestli má jet, neboť to znamená, že celé léto neuvidí Penny. Stejně tak i ona projeví smutek z jeho odjezdu, když mu dá deku s rukávy a dlouze ho obejme. Partička následně přijíždí na stanici na severním pólu a domluví se, že bude dodržovat ta samá pravidla, jako by byli doma v bytě.

## Obsazení
| Johnny Galecki | Leonard Hofstadter |
| Jim Parsons    | Sheldon Cooper     |
| Kaley Cuoco    | Penny              |
| Simon Helberg  | Howard Wolowitz    |
| Kunal Nayyar   | Raj Koothrappali   |
| Carol Ann Susi | Debbie Wolowitz    |
| Brian George   | V.M. Koothrappali  |
| Alice Amter    | paní Koothrappali  |